# Piratininga
Piratininga es un municipio brasileño del estado de São Paulo. Se localiza a una latitud 22º24'46" sur y a una longitud 49º08'05" oeste, estando a una altitud de 516 metros. Su población estimada en 2004 era de 11.060 habitantes.
Posee un área de 398,28 km².

## Toponimia
"Piratininga", según Silveira Bueno, es vocablo tupí que significa "pescado seco". 

### Demografía
Datos del Censo - 2010
Población total: 12.072
- Urbana: 10.347
- Rural: 1.725
- Hombres: 5.983
- Mujeres: 6.089

Densidad demográfica (hab./km²): 26,65
Mortalidad infantil hasta 1 año (por mil): 14,11
Expectativa de vida (años): 72,18
Tasa de fertilidad (hijos por mujer): 2,11
Tasa de alfabetización: 90,35%
Índice de Desarrollo Humano (IDH-M): 0,797
- IDH-M Salario: 0,748
- IDH-M Longevidad: 0,786
- IDH-M Educación: 0,858

(Fuente: IPEAFecha)

### Hidrografía
- Río Batalla

### Carreteras
- SP-225

## Administración
- Prefecto: Odail Falqueiro (2009/2012)
- Viceprefecto: Maria José Paranhos
- Presidente de la cámara: José de las Gracias (2009/2010)